# Batalla del riu Maritsa
La batalla de Maritsa o Batalla de Čirmen va ser un enfrontament armat que va tenir lloc al riu Maritsa prop de la fortalesa de Čirmen el 26 de setembre de 1371 entre les forces de Lala Xahin, lloctinent del soldà de l'Imperi Otomà Murad I i els serbis (i els quals es trobaven els seus aliats búlgars) arribant al nombre de 70.000 homes sota el comandament de Vukašin Mrnjavčević i el seu germà Jovan Uglješa, successors de l'Imperi Serbi d'Esteve Dušan, que tenien un regne a l'est de Macedònia.

## Antecedents
A partir del 1340, quan els otomans iniciaren la invasió d'Europa. El 1369 els turcs havien pres Adrianòpolis a l'Imperi Romà d'Orient i van seguir avançant en la seva conquesta de territori europeu, amb la captura de Sozòpol, però Vukašin i el seu germà Jovan Uglješa van pretendre detenir la seva marxa, pretenent atacar per sorpresa la capital, Edirne, mentre Murad I estava a l'Àsia Menor.

## Batalla
L'exèrcit otomà era molt menor, però van fer un atac nocturn sobre el camp aliat mentre descansaven, Sahin Paşa va ser capaç de derrotar l'exèrcit cristià i matar Vukašin Mrnjavčević i Jovan Uglješa.

## Conseqüències
Aquesta batalla, que marca el començament de la llarga història de les Guerres serbo-otomanes propicià la captura de les ciutats de Drama, Kavala i Serres, de manera que Macedònia i parts de Grècia van caure sota poder de l'Imperi Otomà, que va exigir un tribut, o el servei militar a la resta dels prínceps serbis, i el 1389 va tenir lloc la batalla de Kosovo Polje en la qual les forces sèrbies van ser de nou aniquilades, i ja foren incapaces de recuperar-se, caient definitivament sota control otomà
El 1385, Bulgària es va revoltar contra Ivan Šišman II, vassall aleshores del sultà. Ivan Stratsimir no el va ajudar, sinó que es va apoderar de Sofia per a si mateix; el 1388, va reconèixer la sobirania del soldà; els otomans van annexionar el 1393 Veliko Tàrnovo. També foren ocupats els despotats de Dobrudja, Prílep i Velbazhd. El tsarat de Vidin va restar com a estat vassall, però el 1396 una revolta fracassada dugué a l'annexió després de la batalla de Nicòpolis i fou convertida en sandjak del begleberlik de Rumèlia, i esdevingué base per a expedicions a Valàquia, el Regne d'Hongria i l'Arxiducat d'Àustria.